# Вежа у Поштовому
Вежа у Поштовому — водонапірна вежа, побудована на початку XX століття в стилі орієнталізму в Україні, у селищі міського типу Поштове Бахчисарайського району Автономної Республіки Крим.

## Історія
Необхідність забезпечення поселенців водою постала із тих пір, коли великі маси населення обживали місцини, у яких із джерелами прісної води була скрута. Тому жителі Криму облаштовували різні системи водозабезпечення: акведуки, канали, водотоки та водогони. Поруч із цими системами городяни будували певні інженерні споруди, (криниці, вежі), а ті які прослужили мешканцям тривалий час — ставали місцевими пам'ятками.
Селище Поштове (колишня назва Базарчик) розташоване поруч Сімферополя, у степовій частині Кримського півострова. Через це його можна віднести до місцевості, де існує проблема із забезпеченням води. Якщо для задоволення побутових питань в селі Базарчик (колишня назва смт Поштове) води з місцевих колодязів вистачало, то із збільшенням кількості населення потреба у воді зростала все більше. Коли ж через селище проклали залізничну колію, необхідність у воді зросла в рази: для технічних засобів, ремонтних робіт, обслуговування пасажирів і поїздів (паровозів). Тож, за прикладом європейських держав, водонапірними вежами регулювали напір і подачу води на залізницю та створення її запасу в містечку.

### Передумови
Наприкінці ХІХ—ХХ століть, Кримський  півострів, особливо його південна і західна частини, завдяки старанням промисловців і землевласників почав перетворюватись у курортну зону, місцем відпочинку багатіїв зі всієї Російської імперії. Багато хто з них побудували собі маєтки, а добиралися туди, зазвичай, залізницею. Чим і користувалися місцеві урядники, звертаючись до них за фінансовою підтримкою.
Одним з цих відпочивальників виявився емір Бухари — Сеїд Абдул Ахан Хан. Бухарське ханство (васал) з 1868 року було під протекторатом Російської імперії (сюзерен). Сеїд Абдул Ахан-хан тривалий час перебував у Росії, у державних справах чи просто під час відпочинку. Згодом він збудував собі маєток у Ялті. І час від часу помагав місцевим чиновникам фінансово, навіть у Санкт-Петербурзі (посприяв побудові першої мечеті).

### Гіпотеза спорудження вежі
На початку ХХ століття Базарчик почав швидкими темпами розвиватися, тому поставали питання залучення додаткових коштів для розбудови його інфраструктури. Тому земські урядовці звернулися до еміра Бухари (який робив щедрі пожертви), щоби той виділив їм кошти на будівництво водонапірної вежі.
Необхідна сума була надана і, за твердженням кримського історика і краєзнавця В. Н. Гурковича, поруч із залізничною станцією Базарчик (пізніше — Альма) звели унікальну гідротехнічну споруду. Надалі вона експлуатувалася залізничниками та мешканцями цієї частини селища. Під час революцій та громадянської війни в Росії та часи німецько-радянської війни, вежа суттєво не постраждала.

### Сучасність
Технічний прогрес ХХ століття спричинив до втрати актуальності у більшості колишніх інженерних комунікацій створених людьми, так і водонапірні вежі втрачають життєву перспективу, поступово занепадаючи. Поряд з цим, чимало веж отримують нові функції, як оригінальні висотні архітектурні споруди, і стають історичними та туристичними принадами міст.
Водонапірна вежа в селищі Поштовому вважається пам'яткою промислової архітектури початку XX століття та з 2011 року підпорядковується управлінню Республіканського комітету Автономної Республіки Крим з охорони культурної спадщини. Вежею й надалі опікується Придніпровська залізниця (утримує в належному вигляді), якій підпорядковувалась колишня залізнична станція Альма. Станом на 1926 рік, за новим адміністративним поділом, станція Альма була самостійним населеним пунктом. Вежа, функціонуючи й далі, як водонапірна станція, є ще й відвідуваним туристичним об'єктом у селищі.

## Опис вежі
Поруч із залізничною станцією селища Поштового височить двоповерхова водонапірна вежа в східному стилі (орієнталізм), інженерна споруда місцевого водогону. Вежа знаходиться на невеличкому підвищенні, куди вода з річки Альма (протікає поруч) по трубах подається у накопичуючий резервуар.
Сама будівля має форму восьмигранника із куполом, притаманним середньоазійській архітектурі. Характерною особливістю вежі є фальш-вікна з різьбленими лиштвами (під рослинний орнамент), облаштовані на кожній грані-стіні. Ймовірно, раніше чотири вікна були відкритими, бо проглядається непервинна кладка у віконних отворах. Декорування вежі здійснювали різьбярі по каменю (можливо з Бухари), оскільки фриз вежі орнаментований арабською в'яззю, а грані другого ярусу пишно орнаментовані геометричними візерунками.